# 大鳥大社
大鳥大社（日语：大鳥大社）是位在日本大阪府堺市的神社。為式內社（名神大社）、和泉國一宮、舊社格為官幣大社（現神社本廳的別表神社）。日本全國大鳥神社之總本社。

## 名稱及傳說

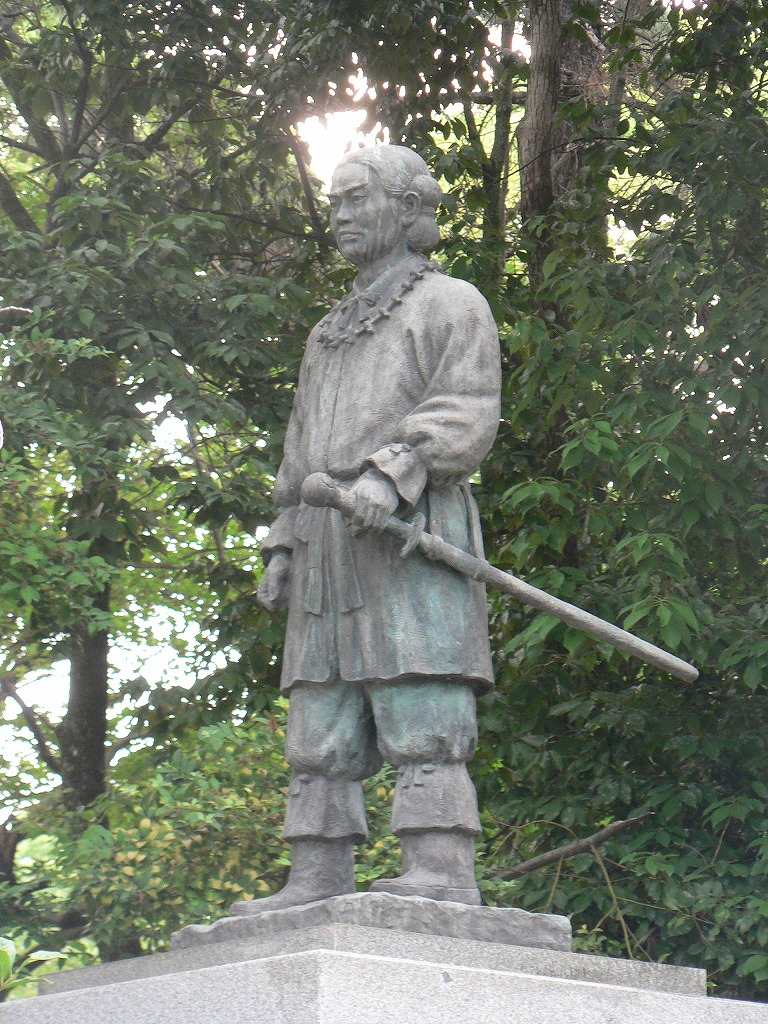
社內的日本武尊像

該神社在過去採用多個名稱，儘管其正式名稱為「大鳥神社」，但以「大鳥大社」作為名稱更廣受歡迎。該神社也曾採用包括「大鳥大明神」或「大鳥大神宮」的名稱。相傳這座神社的創建與日本武尊的傳奇故事息息相關。據《古事記》和《日本書紀》記載，日本武尊在征戰東日本歸來時，因褻瀆伊吹山神而病倒，死於伊勢國。他被葬在一座古墳中，後來有一隻白鷺破墳而出，向西方飛去。白鷺在兩處地點短暫停留，人們在兩處建立古墳，白鷺最終升天而去。然而，根據該神社的傳說，白鷺在飛往天際之前，以和泉國的千種森為最後一站，神社就是在該處建立。
其拜殿前的鳥居為八角柱形狀，在日本的鳥居中較為罕見。

## 歷史

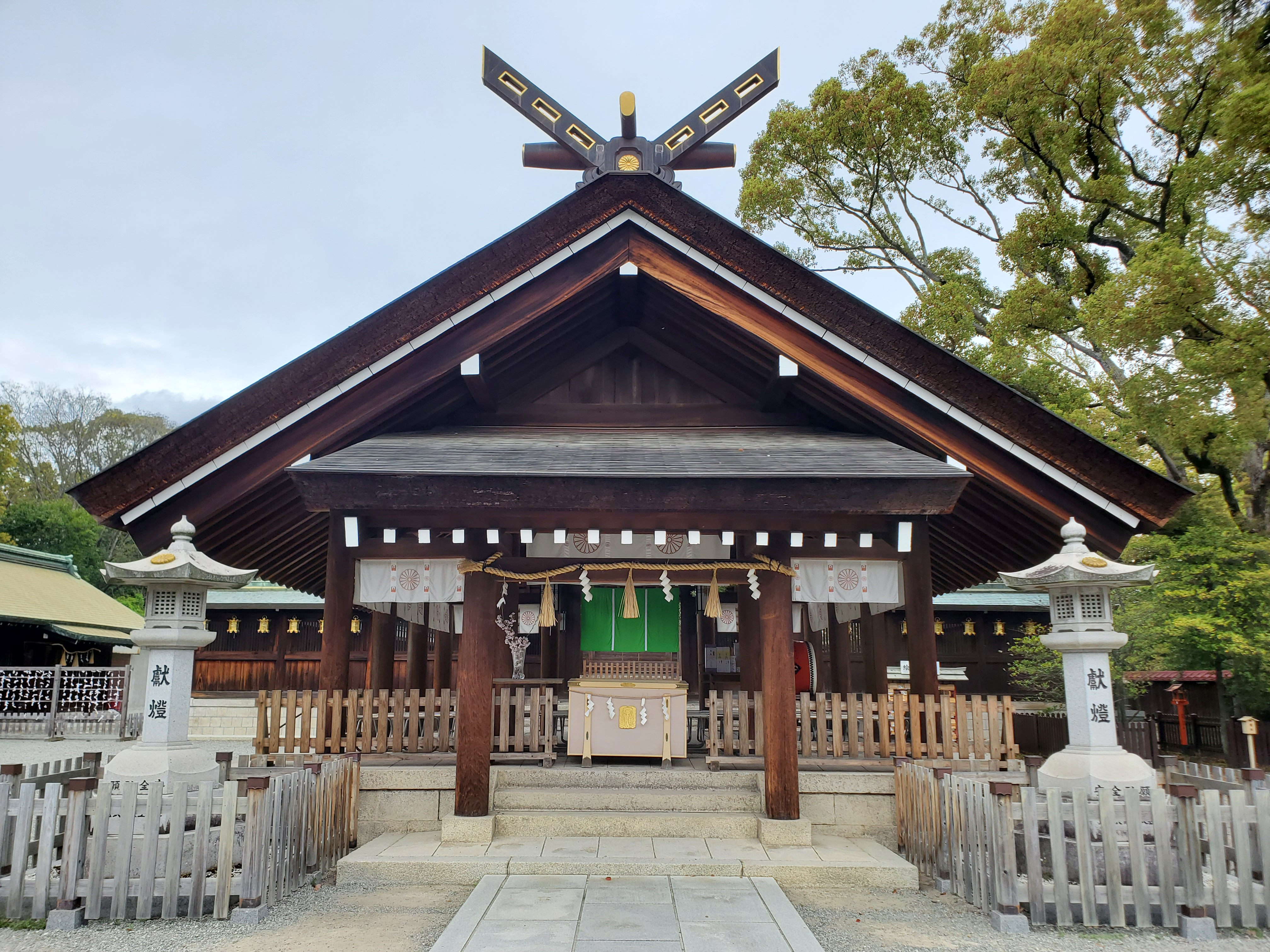
拜殿

大鳥大社的建立日期無多少文獻記錄，具體時間不詳。其建築風格為大鳥造，這種風格被認為是神社建築中非常古老的一種，僅次於出雲大社。該神社首次在文獻中被提及是在823年的《日本後紀》，弘仁14年7月4日（儒略曆823年8月14日），當時的日本皇室曾請求神社進行求雨祈禱。神社的名字也在《續日本後紀》和《日本三代實錄》中被提及，不是因為與天氣相關的祈禱，就是因為神社神階地位的提升。到923年的《延喜式神名帳》，該神社已被認定為和泉國唯一的名神大社，每年的新嘗祭都有皇室使者出席，顯示其重要性。在這段時間內，神社由神鳳寺管理，這是一座由行基於和銅元年（708年）或天平12年（740年）創建的佛教寺廟，與藤原氏的五攝家關白家族關係密切。在鎌倉時代，該神社在全國許多地方建立很多分社，大部分與藤原氏控制的莊園有關，並在這時期被稱為和泉國一宮。在近代以前，該神社主要祭祀的神祇是天照大神，但由於與日本武尊的傳說聯繫密切，日本武尊也被作為次要神祇被祭祀。

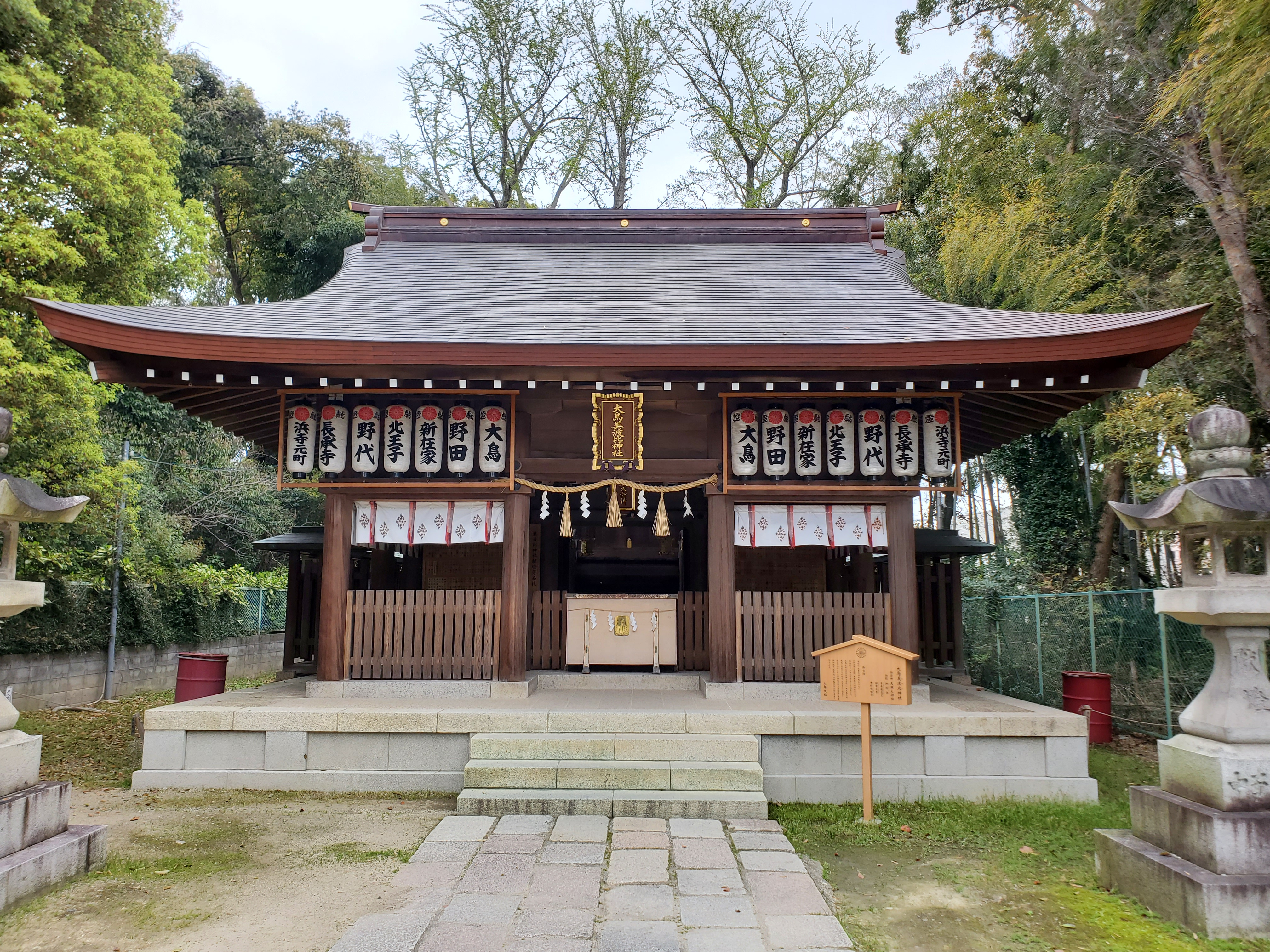
大鳥美波比神社

在鎌倉時代的早期，同郡的式內社大鳥美波比神社、大鳥鍬靫神社、大鳥井瀬神社和大鳥濱神社共同組成了「大鳥五社」，並建立「大鳥莊」。但到了貞應元年（1224年），因承久之亂的功勳，田代氏被任命為伊豆國的地頭，這引發他們與周邊莊園的領主及當地居民之間的劇烈衝突。從南北朝時代開始，其與泉穴師神社、聖神社、積川神社和日根神社一起被稱為「當國五社大明神」。在中世紀，和泉國一宮受到與國衙同等的地位，但傳統上管理大鳥神社的家族大鳥氏，卻因為權力被田代氏奪取而開始走向衰落。

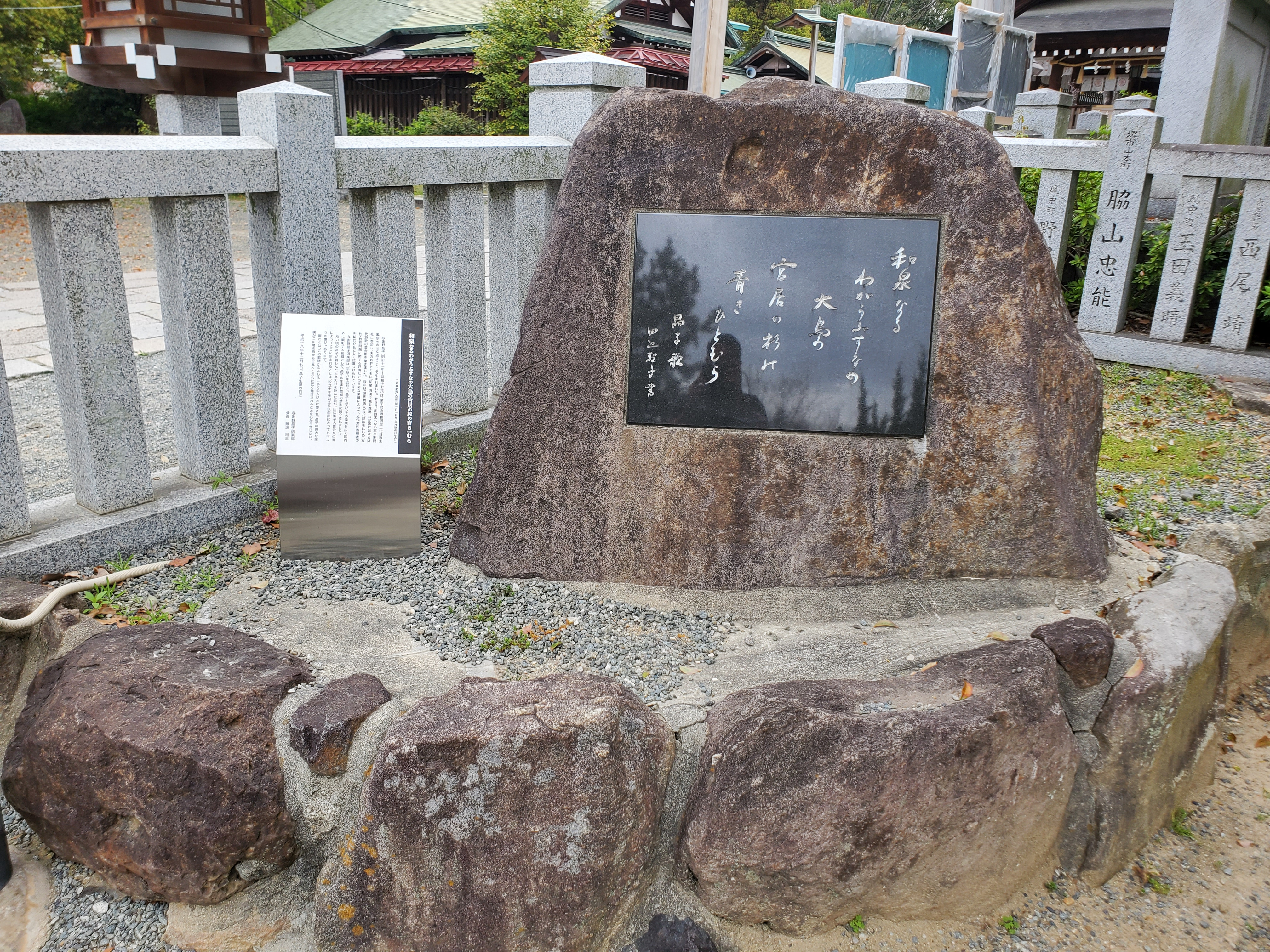
俳句碑文

大鳥神社因供奉日本武尊而受到武士階層的尊崇。在平治元年（1159）年，平清盛與平重盛在前往熊野參拜的路上曾經停留此地，平清盛還在這兒寫下著名的俳句。
這座神社在中世紀時遭受戰火破壞，與神鳳寺一起被燒毀。其後織田信長在天正3年（1575年）授予該神社1300石的領地，以示安撫。

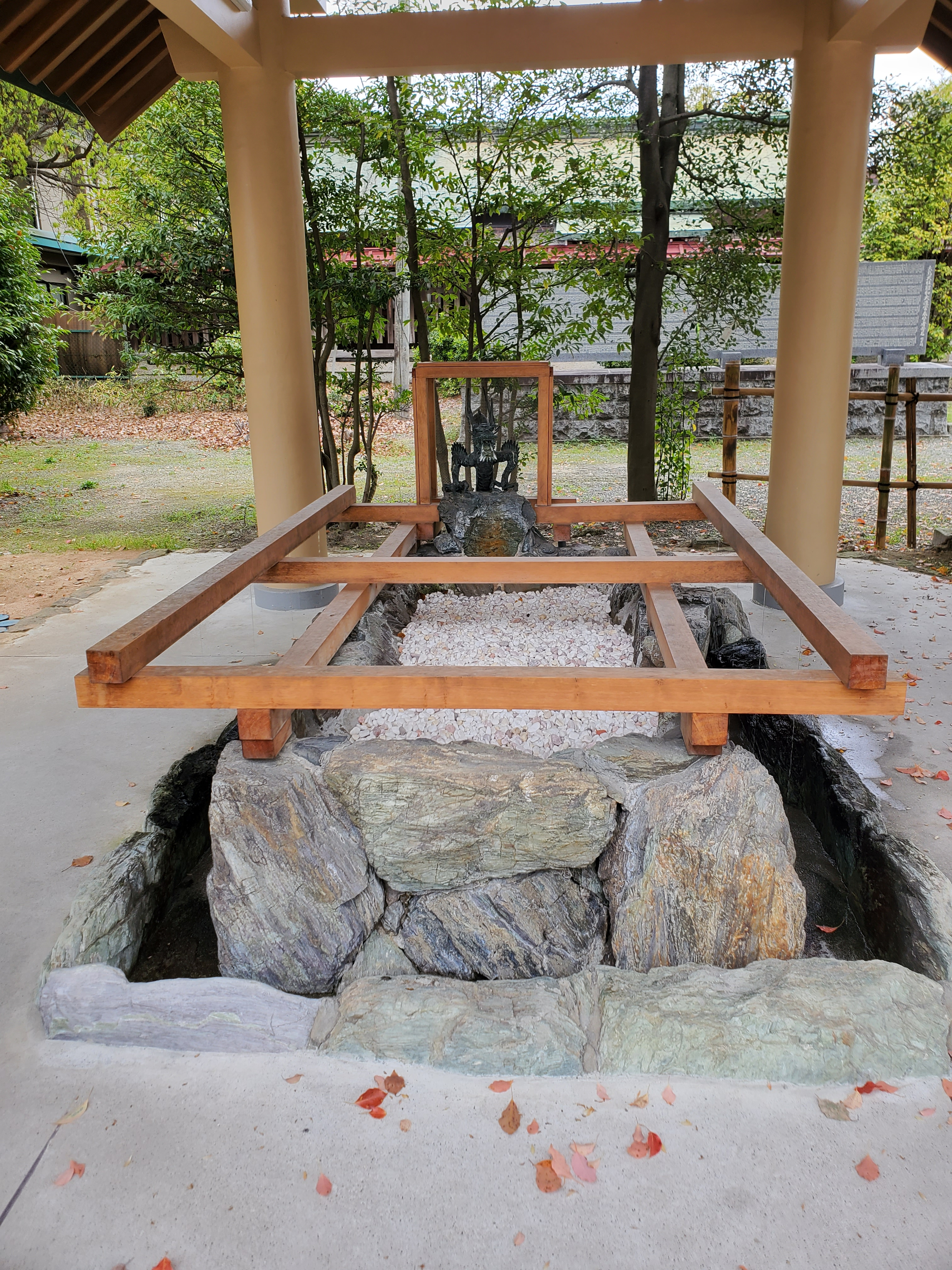
手水舍

慶長7年（1602年），在豐臣秀賴指揮下，片桐且元負責的一系列社寺建設中，該神社得以重建。但在大坂之役中，除了十三重塔，神社再次化為灰燼。後來於寬文2年（1662年），應江戶幕府的命令，堺町奉行石河利政重建了大鳥神社和神鳳寺。元祿14年（1701年），再次應幕府的命令由柳澤保明進行修繕。從延寶到元祿年間，快圓惠空入主神鳳寺，並在柳澤氏的支持下擴大影響力，使神鳳寺達到鼎盛時期。神鳳寺成為了「真言律宗南方一派」的總本山，並在畿內地區擁有76座分寺。在神鳳寺的繁榮之下，大鳥神社卻日漸衰微。然而，從幕末開始，隨著國學的興起，人們開始呼籲恢復神社的地位。隨著負責祭祀的家族大鳥氏絕嗣，其後由泉井上神社的神職繼續執行祭祀。
踏入明治時代，隨著神佛分離令的實施，神鳳寺被廢棄，包括五重塔在內的建築被拆除，而其佛像和其他記錄文書由神鳳寺的分寺光明院接管。

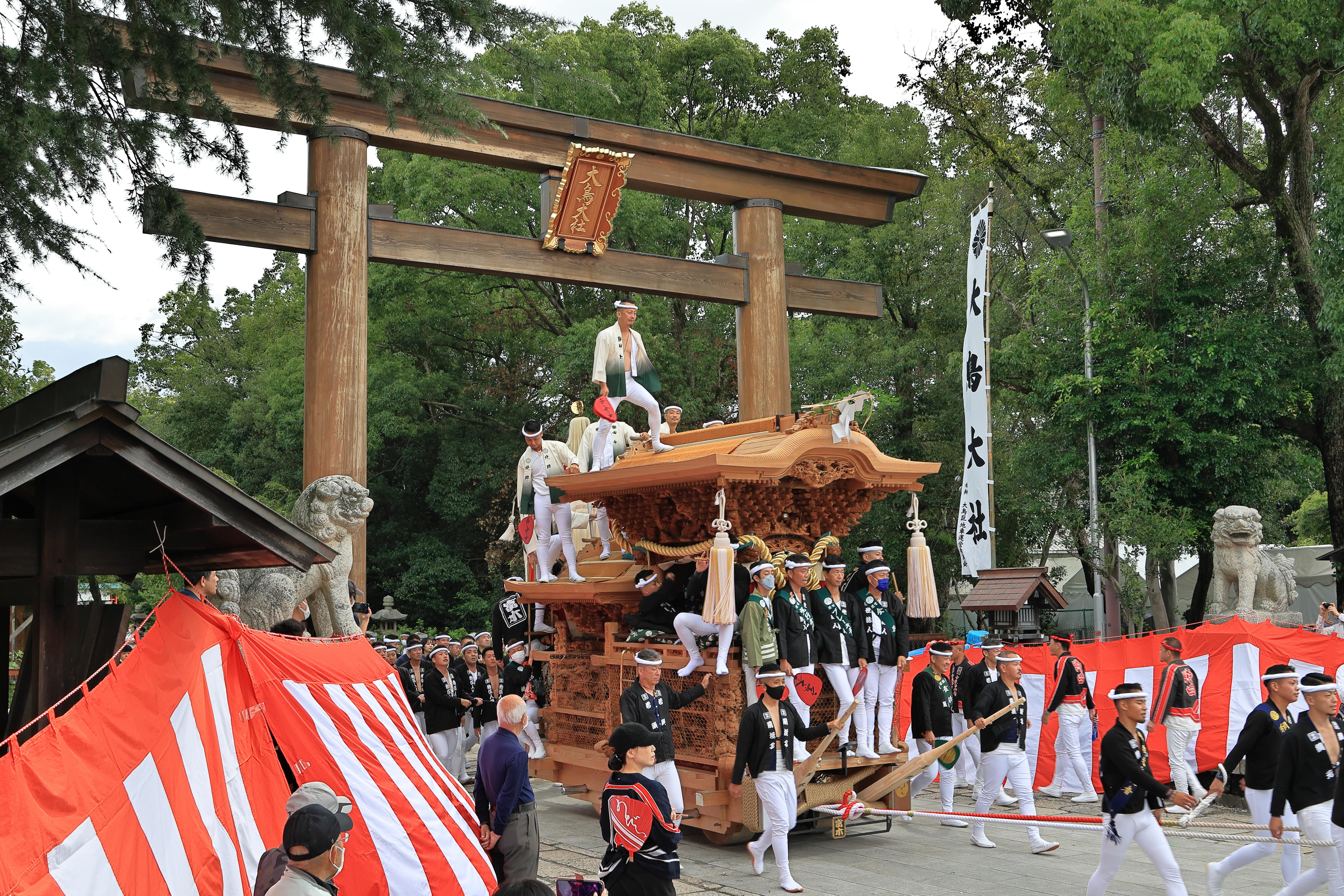
祭祀儀式

在近代社格制度中，這座神社於1871年（明治4年）5月被提升為官幣大社。1876年（明治9年），政府根據對主祭神的考證，將祭神更改為大鳥連祖神（天兒屋命）。儘管神社方面反對，但1896年（明治29年）內務省社寺局的決定使這一變更成為定局。該神社曾多次請求將日本武尊恢復為主祭神，但直到1961年（昭和36年），該神社脫離國家管理後，日本武尊才被加入祭祀。
1905年（明治38年）8月15日，社殿因雷擊而被燒毀，1909年（明治42年）12月重建的社殿至今仍然使用。1948年（昭和23年），神社被列入神社本廳的別表神社。
2018年（平成30年）9月5日，由於超強颱風飛燕的侵襲，神社的本殿遭受千木落下、鰹木歪曲和玉垣倒塌等損害，其八角形鳥居也在颱風中倒塌，其於2020年（令和2年）10月15日修復。

## 透明御守

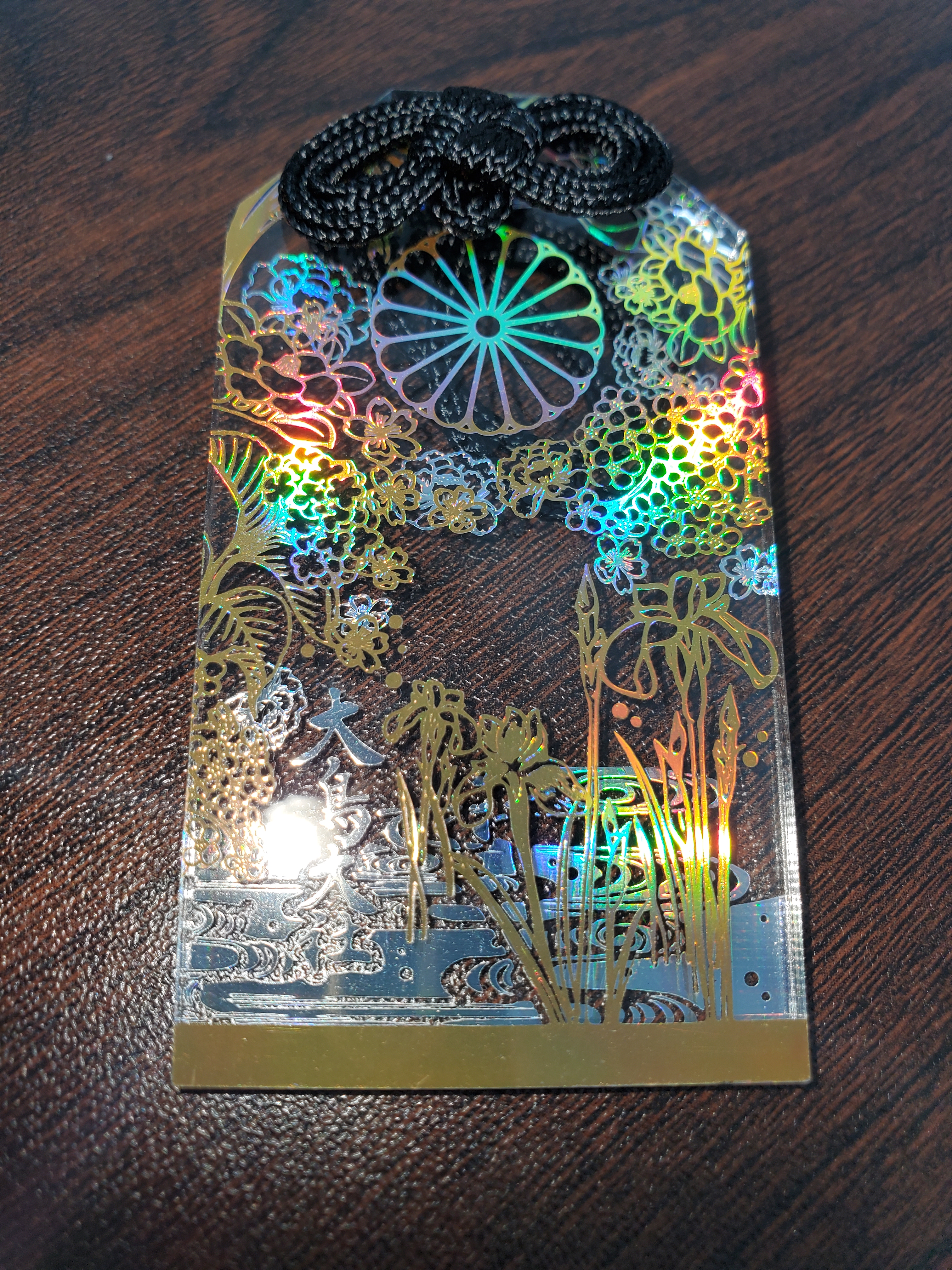
大鳥大社「看透未來的御守」

2023年（令和5年）10月，大鳥大社推出透明御守，稱為「看透未來的御守」，受到當地人和遊客的歡迎。御守推出3個小時即完售。其神籤也是透明狀

## 關連項目
- 鷲神社